# 음양사 2
《음양사 2》(陰陽師 2)는 일본에서 제작된 타키타 요지로 감독의 2003년 SF, 드라마, 판타지 영화이다. 노무라 만사이 등이 주연으로 출연하였다.

## 출연

### 주연
- 노무라 만사이
- 후카다 쿄코

### 조연
- 이치하라 하야토
- 이마이 에리코
- 이토 히데아키
- 코테가와 유코
- 나카이 키이치
- 스즈키 히로미츠

## 기타
- 미술: 헤야 쿄코